# Arne Lundby
Arne Lundby, född 1923 i Oslo, död 1991, var en norsk fysiker.
Han studerade i Birmingham och Chicago 1946–50 och avlade doktorsexamen vid Universitetet i Birmingham 1948. Från 1951 till 1958 var han avdelningsledare vid Institutt for Atomenergi i Kjeller utanför Oslo. Från 1958 var han verksam som forskningsledare vid det europeiska forskningscentret CERN i Genève och från 1966 som professor vid Universitetet i Oslo.
Lundby är känd för ett flertal arbeten inom den experimentella kärnfysiken och elementarpartikelfysiken och särskilt för sin arbete med partikelacceleratorer.